# Thryptomene
Thryptomene es un género de 66 especies de pequeños arbustos pertenecientes a la familia Myrtaceae nativos de Australia. 

## Taxonomía
El género fue descrito por Stephan Ladislaus Endlicher y publicado en Annalen des Wiener Museums der Naturgeschichte 2: 192. 1839.

## Especies
- Thryptomene appressa C.R.P.Andrews
- Thryptomene aspera E.Pritz.
- Thryptomene auriculata F.Muell.
- Thryptomene australis Endl.
- Thryptomene baeckeacea F.Muell.
- Thryptomene biseriata J.W.Green
- Thryptomene calycina Lindl. Stapf
- Thryptomene ciliata Woolls
- Thryptomene costata Rye & Trudgen
- Thryptomene cuspidata (Turcz.)
- Thryptomene decussata (W.Fitzg.) J.W.Green
- Thryptomene denticulata (F.Muell.) Benth.
- Thryptomene dielsiana E.Pritz.
- Thryptomene duplicata Rye & Trudgen
- Thryptomene elliottii F.Muell.
- Thryptomene eremaea Rye & Trudgen
- Thryptomene ericaea F.Muell.
- Thryptomene hexandra C.T.White
- Thryptomene hyporhytis Turcz.
- Thryptomene johnsonii F.Muell.
- Thryptomene kochii E.Pritz.
- Thryptomene leptocalyx F.Muell.
- Thryptomene longifolia J.W.Green
- Thryptomene maisonneuvei F.Muell.
- Thryptomene micrantha Hook.f.
- Thryptomene minutiflora (Benth.) F.Muell.
- Thryptomene mucronulata Turcz.
- Thryptomene naviculata J.W.Green
- Thryptomene nealensis J.W.Green
- Thryptomene oligandra F.Muell.
- Thryptomene parviflora (Benth.) Domin
- Thryptomene racemulosa Turcz.
- Thryptomene saxicola (Hook.) Schauer -
- Thryptomene stenophylla E.Pritz.
- Thryptomene striata Rye & Trudgen
- Thryptomene strongylophylla Benth.
- Thryptomene urceolaris F.Muell.
- Thryptomene wittweri J.W.Green